# 宴 (アルバム)
『宴』（うたげ）は、嘉門タツオ（旧名・嘉門達夫）の6枚目のスタジオ・アルバム。1991年3月21日にビクター音楽産業から発売された。

## 概要
嘉門ゆかりのシンガーやアーティスト・タレントが大量にゲストで参加した歌ありコントありの豪華な作品。
ジャケットデザインをさくらももこが手がけたことも話題となった。

## 収録曲
1. えのきだけ
作詞：高野孝敏 作曲：嘉門達夫 編曲：工藤隆
2. 血液型別ハンバーガーショップ
作詞：嘉門達夫、桝野幸宏 作曲：嘉門達夫 編曲：工藤隆
アルバム『バルセロナ』収録「ハンバーガーショップ」シリーズ第二弾。後にシングル「替え唄メドレー2」のカップリング曲になっている。
3. 未知との遭遇
作：杉本つよし 脚色：嘉門達夫
男A：松浦雅也、男B：嘉門達夫
4. WE ARE THE 魚屋のオッサン'91
作詞：清水国明 作曲：原田伸郎 脚色：ラジゴメオールスターズ 編曲：工藤隆
ゲスト（登場順）：原田伸郎、小林克也、上岡龍太郎、デーモン小暮、木村充揮（憂歌団）、チャーリー浜、ぜんじろう、清水国明、鈴木彩子
5. 朝までアップダウンクイズ
作：高野孝敏 脚色：嘉門達夫
司会：サエキけんぞう、アシスタント：森若香織、回答者・鈴木：バカボン鈴木、回答者・山本：工藤隆、回答者・加藤：嘉門達夫、観客の声：三井雅宏、きくち信、工藤隆、嘉門達夫、田村充義
6. バス
作詞・作曲：嘉門達夫 編曲：工藤隆
7. 宅配ピザ1/宅配ピザ2
「宅配ピザ1」作：高野恭男 脚色：嘉門達夫
「宅配ピザ2」作：小林仁 脚色：嘉門達夫
宅配員：前田日明、客：嘉門達夫
8. BINGO!
作詞：木村秀勝・嘉門達夫 作曲：嘉門達夫 編曲：憂歌団
9. ケーキ
作詞・作曲：嘉門達夫 編曲：工藤隆
10. ステージ お笑いトリオロスのテーマ
「ステージ」作：小林仁 脚色：嘉門達夫
「お笑いトリオロスのテーマ」作詞：小林仁 作曲：嘉門達夫
ジュン：泉谷しげる、アキラ：寿司、マサト：勝波晴巻、係の人：嘉門達夫 出演している寿司、勝波晴巻とは、当時ユニコーンのメンバーであった奥田民生と阿部義晴である。
11. オーマイガー!!
作詞：杉本つよし・小林仁 作曲・編曲：工藤隆
12. 同時通訳
作：小林仁 脚色：嘉門達夫
ラジオDJ：小林克也、ヤオヤーノ・オッスワーニー：嘉門達夫
13. やってミソ!
作詞・作曲：嘉門達夫 編曲：米光亮
  - 先行シングル曲。カルビー「ポテトチップス辛みそソース味」CMソング。
14. クイズ言葉足らず ※嘉門はレコーディングには参加せず。
作：桝野幸宏　脚色：嘉門達夫
司会者：森本毅郎、解答者：YOU（FAIRCHILD）
15. 大ファン
作：小林仁 脚色：嘉門達夫
ファン：YOU・毛塚由美子・舛川智子・犬塚博子・堀口由佳、警備員：田村充義、スター：嘉門達夫、拍手：小泉今日子・桑田佳祐・新田一郎
16. カラオケNo.1
作詞・作曲：嘉門達夫 編曲：工藤隆
先行シングル曲。原田さとみとのデュエット曲。
17. プロデビュー ※嘉門はレコーディングには参加せず。
作：小林仁 脚色：嘉門達夫
メンバーA：塩崎太久茂（THE FUSE）、メンバーB：金原崇（THE FUSE）、メンバーC：門脇学（THE FUSE）、メンバーD：笹沼位吉（THE FUSE）
「THE FUSE」は1990年に東芝EMIからデビューしたバンド。
18. ツッコミドレミファドン
「ツッコミドレミファドンのテーマ」作詞・作曲：嘉門達夫 編曲：工藤隆
「ツッコミドレミファドン」作：小林仁　脚色：嘉門達夫
司会者：上岡龍太郎、アシスタント：紅萬子、回答者・原田：原田伸郎、回答者・金谷：ぜんじろう、回答者・浜：チャーリー浜
「ツッコミドレミファドンのテーマ」は1985年発売のアルバム『お調子者で行こう』収録の「ツッコミ ドレミファ・ドン」のサビが流用されている。
19. ジミー&ハデー -宴篇-
作詞・作曲：嘉門達夫 編曲：嘉門達夫 & Mother Goose
20. ミッドナイトメッセージ
作：増山実 脚色：嘉門達夫
留守番電話の男：桑田佳祐、留守番電話の女：千堂あきほ、タケシ：嘉門達夫
21. バイバイスクールデイズ
作詞・作曲：嘉門達夫 編曲：松原幸広
2か月後に発売されたシングル「替え唄メドレー」のカップリング曲になっている。